# Capalle
Capalle è una frazione del comune italiano di Campi Bisenzio, nella città metropolitana di Firenze, in Toscana.
Situata nella zona nord del territorio comunale, è attraversata dal fiume Bisenzio, che la divide nei due rioni tradizionali di "Capalle Vecchio" (il vecchio castello medievale) e della "Colonna" (dal nome di una colonna indicatoria dell'epoca granducale che si erge in zona).

## Storia
La zona fu abitata fin dai tempi degli Etruschi, come testimoniano il ritrovamento di una colonna dell'epoca dei lucumoni e dei resti di un centro abitato in località Gonfienti, al confine con il comune di Prato. Alcuni studiosi pensano che il sito possa corrispondere alla mai identificata città di Camars.

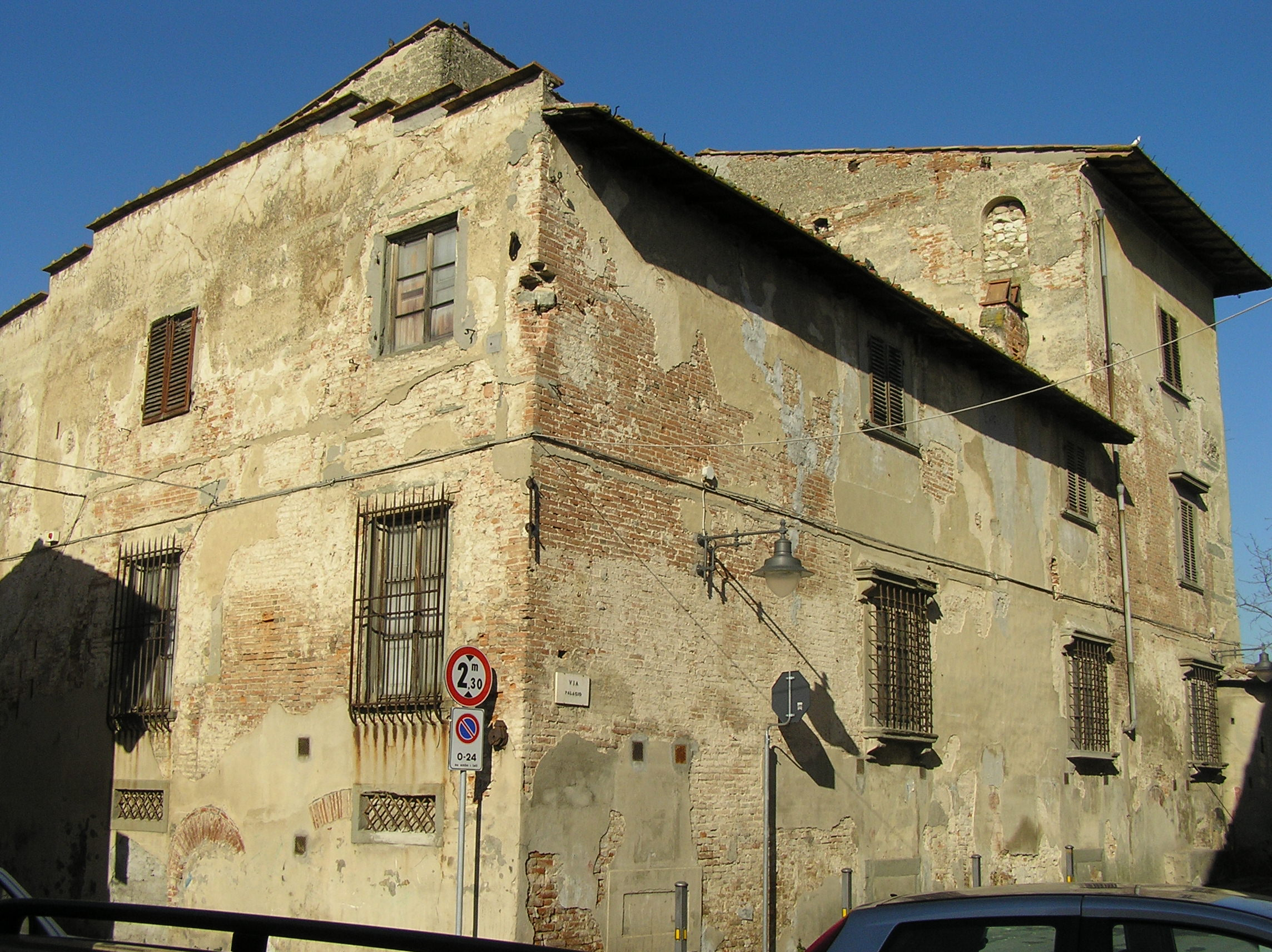
Il "palagio"

Il castello è di origine medievale e conserva, oltre ad alcuni tratti delle mura, la chiesa parrocchiale dei Santi Quirico e Giulitta e l'ex Palazzo Vescovile ("Il Palagio"). In passato la parrocchia di Capalle si distingueva dalle altre del Vicariato di Campi Bisenzio per il suo status giuridico particolare, non essendo dipendente dalla Pieve di Santo Stefano a Campi ma Propositura dipendente direttamente dall'Arcivescovo (da qui il detto popolare "Capalle fa da sé", usato per rifiutare un aiuto non richiesto). Tra i parroci che qui vissero, va ricordato Sant'Antonino Pierozzi, futuro Arcivescovo di Firenze, che fu titolare intorno alla metà del XV secolo.
Capalle, un tempo località a prevalente economia agricola (come testimoniano le numerose fattorie e coloniche presenti in zona), ha subìto una trasformazione economica dal secondo dopoguerra quando, grazie alla vicinanza con Prato, vi sono state trasferite o impiantate molte aziende del ramo tessile.
Oggi Capalle è la maggiore zona industriale del comune di Campi Bisenzio ed una delle più importanti dell'area Firenze-Prato: oltre alle numerose ditte tessili e dell'abbigliamento, ve ne sono altre del ramo delle materie plastiche, alimentari, meccaniche, del mobile ecc. Nella zona sono presenti un grande stabilimento di componenti meccanici per automobili, uno dei maggiori centri commerciali d'Italia (I gigli) ed un grande cinema multisala.

## Monumenti e luoghi d'interesse
- Chiesa dei Santi Quirico e Giulitta
- Colonna indicatoria dell'epoca granducale che è stata spostata dalla sua sede originaria: mentre in precedenza si trovava all'incrocio di Via della Colonna e Via dei Confini, a causa di un incidente è stata spostata di qualche metro. Nello spostamento è stata anche ruotata e invece di indicare la strada per Calenzano (come riportato nell'incisione) è rivolta verso Prato, come visibile dalla foto.

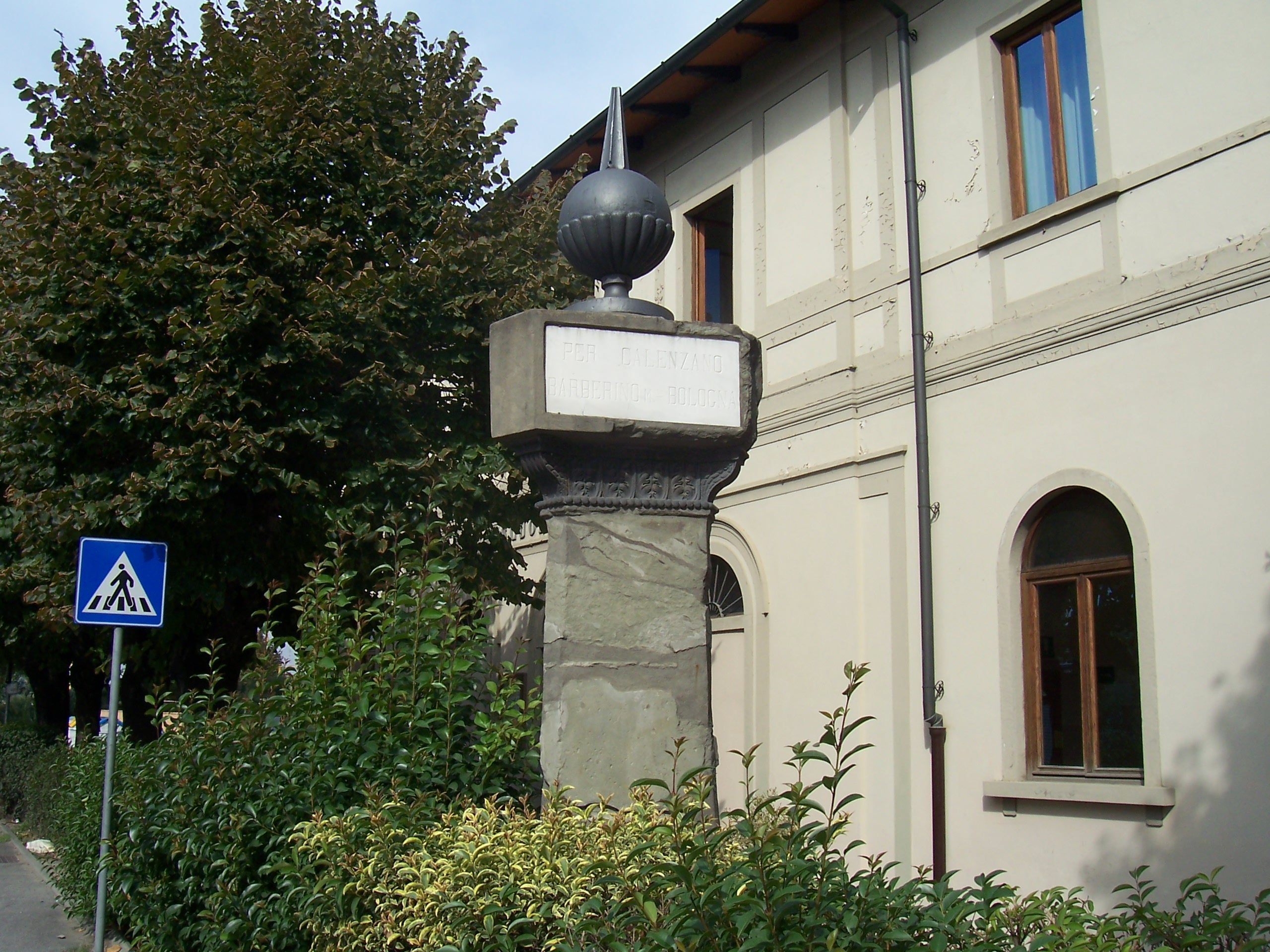
La colonna di epoca granducale

## Zona industriale
La zona industriale, commerciale e artigianale denominata Capalle si trova a cavallo tra i comuni di Campi Bisenzio, Calenzano e Prato. Fu realizzata dal Consorzio ASI della provincia di Firenze.

## Nel cinema
- Capalle è stata scelta in due occasioni come set cinematografico; nel 1977 vi furono girate molte scene di Berlinguer ti voglio bene e molti capallesi ebbero la possibilità di fare la comparsa accanto a Roberto Benigni e Carlo Monni; nel 1998 il centro storico della frazione ha visto le riprese di alcune scene de Il signor Quindicipalle di Francesco Nuti.